# Lepa Radić
Lepa Svetozara Radić (in serbo-croato Лепа Светозара Радић?; Bosanska Gradiška, 19 dicembre 1925 – Bosanska Krupa, 8 febbraio 1943) è stata una partigiana e antifascista jugoslava di etnia serbo-bosniaca, membro dell'Esercito Popolare di Liberazione della Jugoslavia durante la seconda guerra mondiale insignita postuma dell'Ordine dell'Eroe popolare il 20 dicembre 1951, per il suo ruolo nel movimento di resistenza contro le potenze dell'Asse, diventando la persona più giovane a riceverlo all'epoca.
Fu giustiziata nel febbraio 1943, all'età di 17 anni, per aver sparato alle truppe tedesche. Mentre i suoi aguzzini le legavano il cappio al collo, le offrirono una via d'uscita nel caso in cui avesse rivelato le identità dei suoi compagni e dei suoi capi; lei rispose che avrebbero conosciuto i nomi dei suoi compagni quando sarebbero arrivati a vendicare la sua morte.

## Biografia

### Primi anni di vita
Lepa Radić nasce il 19 dicembre 1925 nel villaggio di Gasnica vicino a Bosanska Gradiška. Dopo aver conseguito gli studi alla scuola elementare nella vicina Bistrica, frequenta la Scuola per l'artigianato femminile a Bosanska Krupa e completa gli studi alla scuola di Bosanska Gradiška. Come alunna, Lepa si distingue per laboriosità e serietà, dimostrandosi inoltre interessata alla letteratura.
Sviluppa le sue posizioni politiche sotto la forte influenza di suo zio Vladeta Radić, il quale era coinvolto nel movimento operaio. Diviene membro della Lega della Gioventù Comunista di Jugoslavia (SKOJ), e infine si unisce al Partito Comunista di Jugoslavia nel 1941 all'età di 15 anni.

### Seconda guerra mondiale
Il 10 aprile 1941, dopo il successo dell'invasione della Jugoslavia, le potenze dell'Asse instaurano sul territorio uno Stato fantoccio chiamato Stato Indipendente di Croazia, che, in particolare, si estendeva su Bosanska Gradiška e dintorni. Nel novembre del 1941 Lepa Radić e altri membri della famiglia vengono arrestati dall'organizzazione fascista croata Ustascia, ma con l'aiuto di alcuni partigiani sotto copertura, lei, insieme a sua sorella Dara, riesce a fuggire dal carcere il 23 dicembre 1941. Subito dopo la fuga, Lepa decide di arruolarsi nella 7ª compagnia, 2° Distacco Krajiski.
Nel febbraio del 1943 Lepa Radić è la responsabile del trasporto dei feriti nella battaglia della Neretva a un rifugio a Grmech. Durante i combattimenti contro la 7. SS-Freiwilligen-Gebirgs-Division "Prinz Eugen" viene catturata e trasferita a Bosanska Krupa dove, dopo aver subito torture per diversi giorni nel tentativo di estrarle informazioni, viene condannata a morte per impiccagione.
Prima di dar corso all'esecuzione i tedeschi si offrirono di risparmiarle la vita in cambio dei nomi dei leader e dei membri del partito comunista del suo gruppo, offerta rifiutata con le parole: «Non sono una traditrice del mio popolo. Coloro di cui mi chiedete, si riveleranno quando riusciranno a spazzare via tutti voi malfattori, fino all'ultimo uomo».
Fu giustiziata a 17 anni.
(Ultime parole gridate sul patibolo, con il cappio al collo)

## Galleria d'immagini

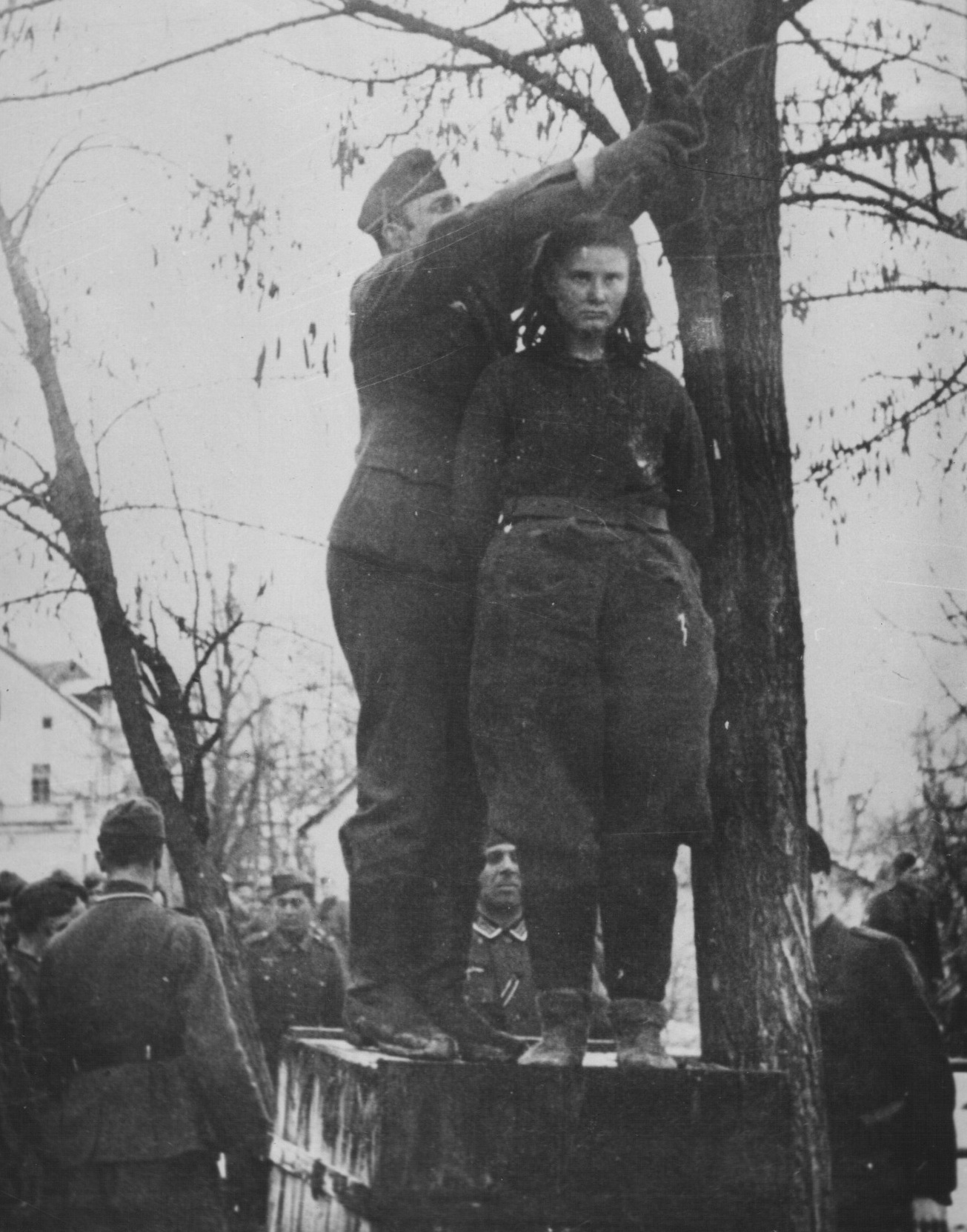
Impiccagione di Lepa Radić, febbraio 1943
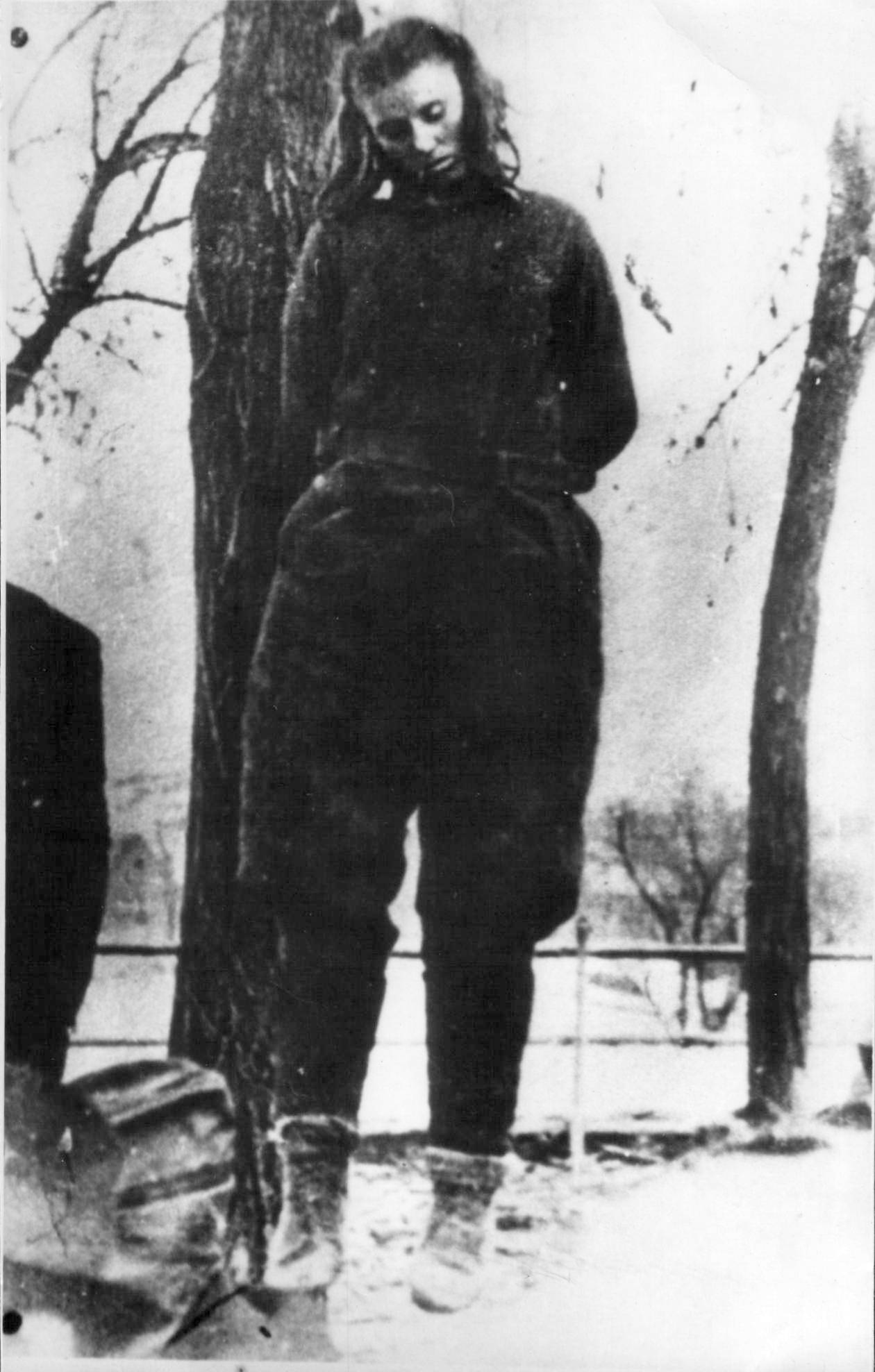
Lepa Radić morta
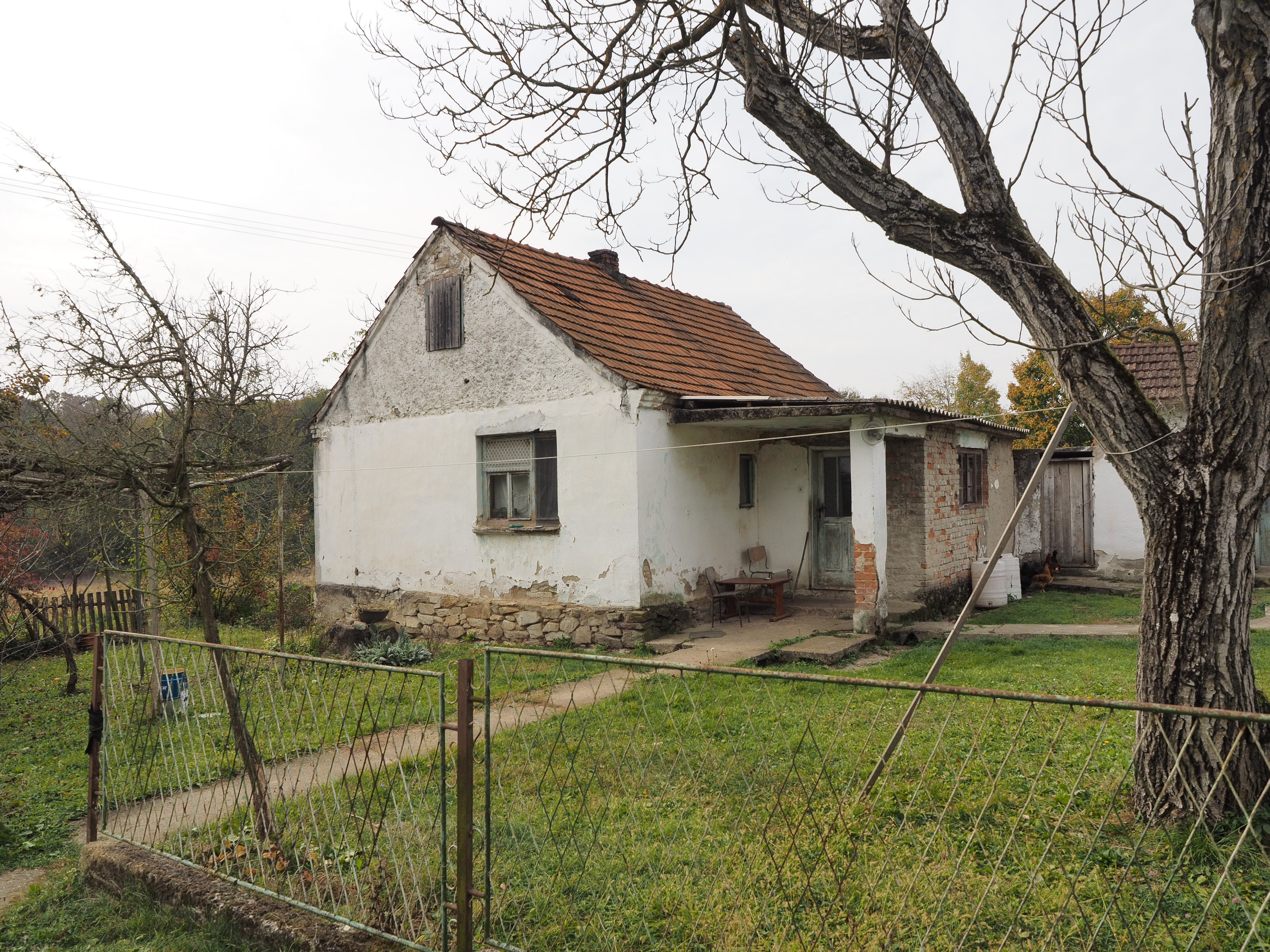
Luogo di nascita a Gasnica, la casa originale fu distrutta in guerra
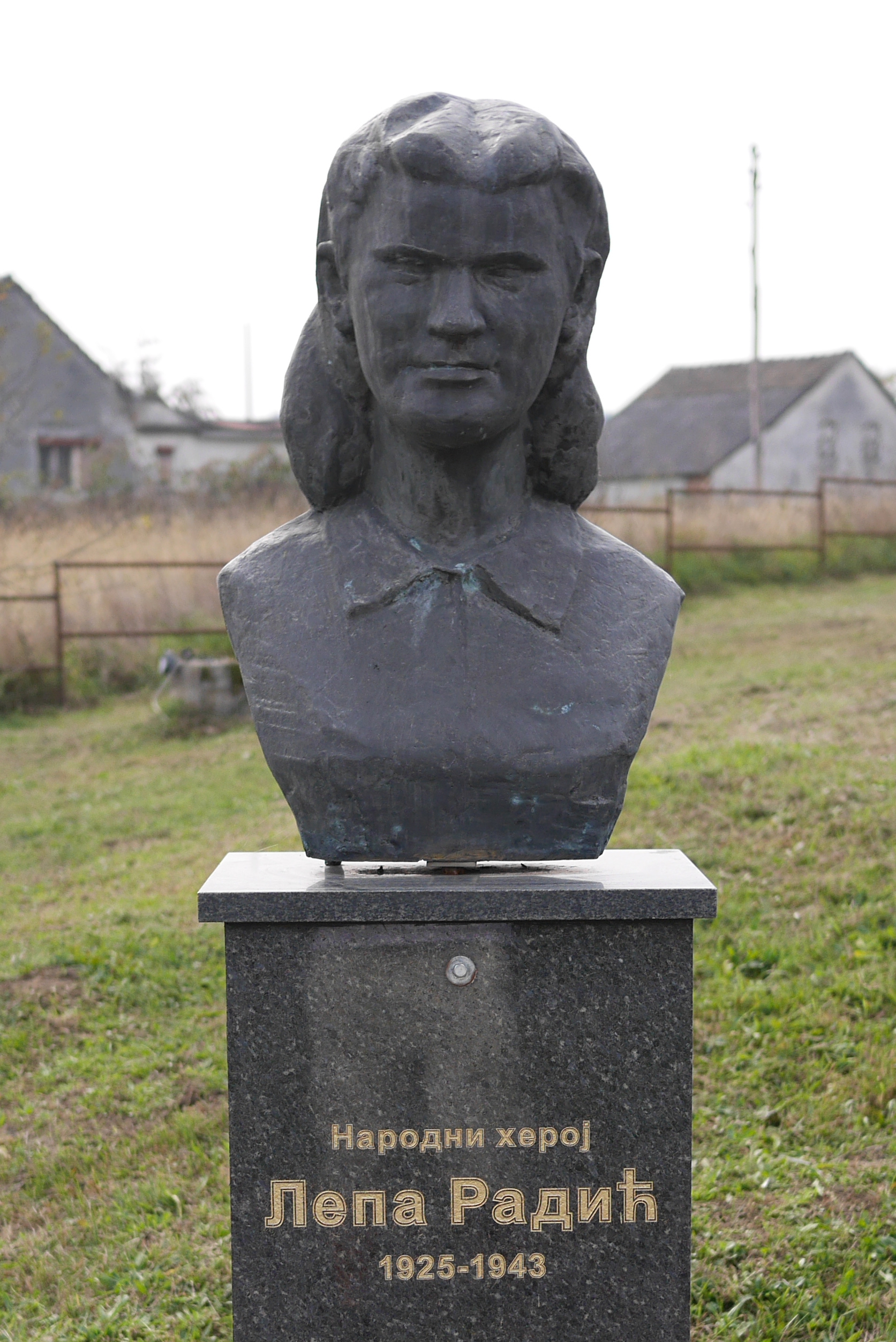
Busto di Lepa Radić nel parco commemorativo di Bistrica